# Обержонуа, Рене (художник)
Рене́ Викто́р Обержонуа́ (фр. René Victor Auberjonois; 18 августа 1872, Лозанна — 11 октября 1957, там же) — швейцарский художник-постимпрессионист.

## Происхождение и семья
Сын агронома Гюстава Обержонуа и Полин Огюсты д’Альби. Был дважды женат: первая жена — Мадлен Огюста Гренье, дочь инженера Вильяма Огюста Гренье; вторая жена — писательница Элен Шанван. Отец швейцарско-американского журналиста Фернана Обержонуа, дед американского актёра Рене Обержонуа.

## Биография и творчество
В юности изучал банковское дело, но вскорости забросил учёбу. После этого сменил множество занятий — обучался игре на скрипке, учился в политехнической школе в Дрездене и в школе изящных искусств в Лондоне. С 1896 года поселился в Париже, где сперва брал уроки живописи у Люка-Оливье Мерсона, а с 1897 по 1900 годы учился в Школе изящных искусств. В 1905 году познакомился в Париже с Шарлем Фердинандом Рамю, дружбу и совместное творчество с которым сохранил на всю жизнь. Начиная с 1912 года — последователь кубизма (в частности Поля Сезанна), в который он скоро привнёс определённые особенности — широкие волнообразные мазки в пейзажах. Его портреты, напротив, характеризовались красновато-коричневатыми тонами и большой проработанностью объёма картин.
В 1914 году вернулся в Швейцарию. В 1916 году — автор иллюстраций к «Безумному Вильгельму» (фр. Guillaume le Fou) Фернана Шавана. В 1918 году работал над декорациями и костюмами для постановки «Истории солдата» Игоря Стравинского и Шарля Фердинанда Рамю, работа над которыми вызвала его интерес к народному искусству. В 1923 году готовил декорации к 200-летию майора Давеля, в 1927 году — к «балу артистов», в 1928—1929 и 1935 годах занимался витражной живописью. В 1935 году настенные росписи Обержонуа стен аббатства Дезале (фр. Dézaley) вызвали большую полемику по всей франкоязычной Швейцарии.
Известен своими пейзажами, портретами, натюрмортами, изображениями животных и обнажённых женщин, в которых чувствуется объём и экспрессия. Апогеем творческой карьеры Обержонуа считается 1948 год, характеризующийся тёмной палитрой в изображении корриды. Лауреат многих художественных выставок, в том числе Венецианской биеннале (1948) и кассельской «documenta» (1955). Считается одним из самых значительных швейцарских художников первой половины XX века, но несмотря на это, его творчество не породило эпигонов.